# Plataannetwants
De plataannetwants (Corythucha ciliata) is een wants uit de familie van de Tingidae (netwantsen). De soort werd het eerst wetenschappelijk beschreven door Thomas Say in 1832.

## Uiterlijk
De helderwitte netwants kan 3,2 tot 3,7 mm lang worden. Net als de andere netwantsen hebben de vleugels een fijnmazig netwerkpatroon van aders. Het meest herkenbaar zijn ze aan de twee zwarte vlekken op de eerste helft van de vleugels. Het brede randveld van het halsschild heeft kleine stekeltjes, strekt zich uit naar voren en steekt uit voorbij de ogen.

## Leefwijze
Het geslacht Corythucha telt meer dan 70 soorten die over het algemeen aan vrij specifieke waardplanten gebonden zijn. Zo ook de enige in Nederland voorkomende soort uit dit genus. De volgroeide wantsen kunnen gedurende het hele jaar worden aangetroffen op platanen (Platanus orientalis, Platanus occidentalis en Platanus hispanica), vaak in steden. in de zomer zuigen ze aan de bladeren, waarbij ze een patroon van witte vlekjes aan de bovenkant van de bladeren veroorzaken. De onderkant van de bladeren is dan vaak bezaaid met uitwerpselen en vervellingshuidjes. De zuigschade kan, als de wantsen in grote aantallen voorkomen, vroegtijdige bladsterfte veroorzaken. In de winter houden de volwassen wantsen zich schuil achter de schorsschubben van de waardplant. In het voorjaar worden de eitjes afgezet aan de onderkant van de bladeren en in juli zijn de wantsen volwassen. Afhankelijk van de omstandigheden kent de soort één tot drie generaties per jaar.

## Leefgebied
De soort komt oorspronkelijk uit Canada en Noord-Amerika, maar is inmiddels geïntroduceerd in grote delen van de rest van de wereld, Zuid-Amerika, Australië, Azië en werd in Europa voor het eerst waargenomen in Italië in 1964. In Nederland wordt de wants, sinds 2008, vooralsnog alleen waargenomen in de provincie Limburg.